# Malhada
Malhada là một đô thị thuộc bang Bahia, Brasil. Đô thị này có diện tích 2138,093 km², dân số năm 2007 là 15909 người, mật độ 7,4 người/km².